# ألدن ريتشاردز
ألدن ريتشاردز هو عارض وممثل فلبيني، ولد في 2 يناير 1992 في سانتا روزا في الفلبين.

## وصلات خارجية
- ألدن ريتشاردز على موقع IMDb (الإنجليزية)
- ألدن ريتشاردز على موقع ميوزك برينز (الإنجليزية)
- ألدن ريتشاردز على موقع قاعدة بيانات الفيلم (الإنجليزية)